# نشرة طيارة

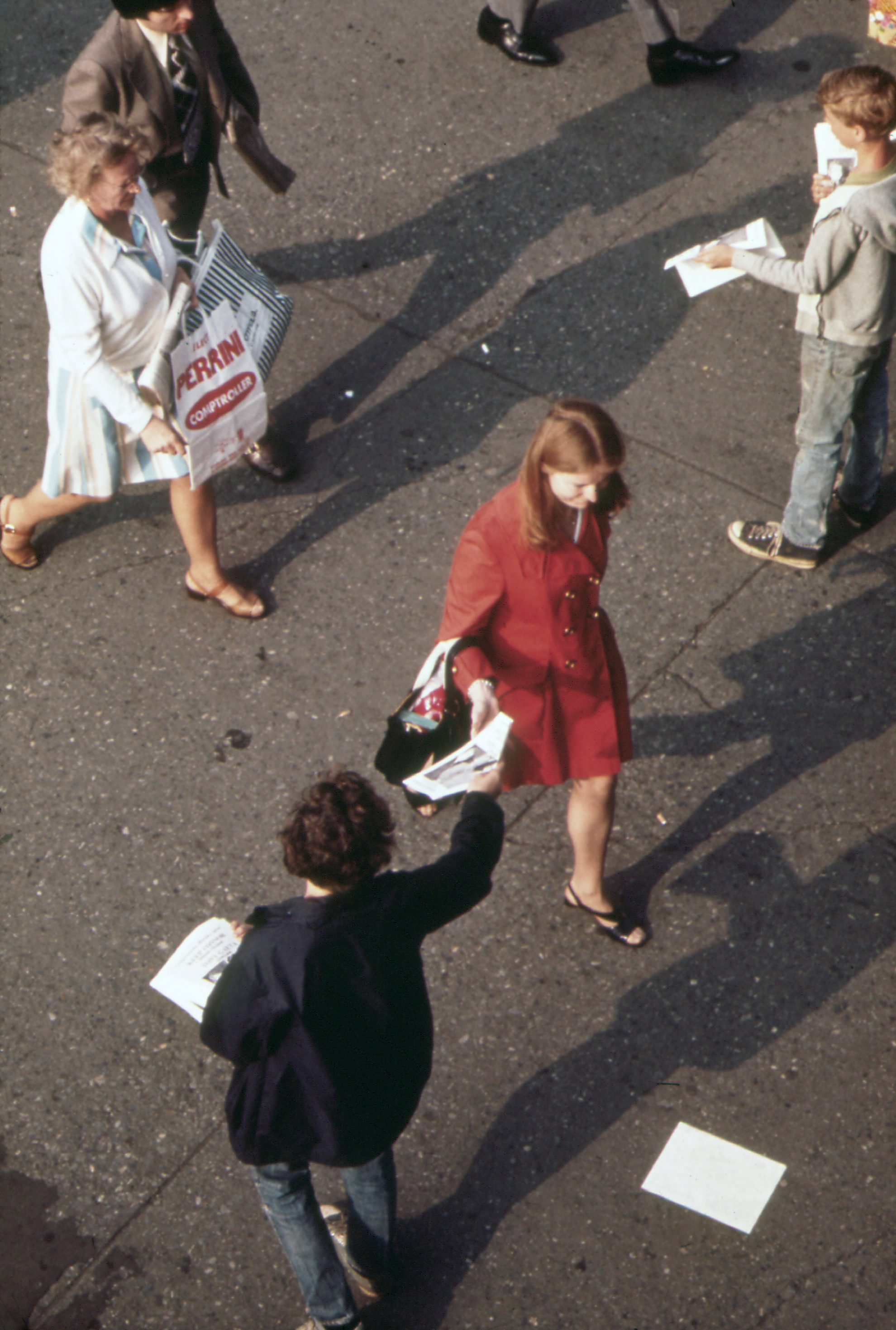
نشرات طيارة يجري توزيعها في مدينة نيويورك (1973)

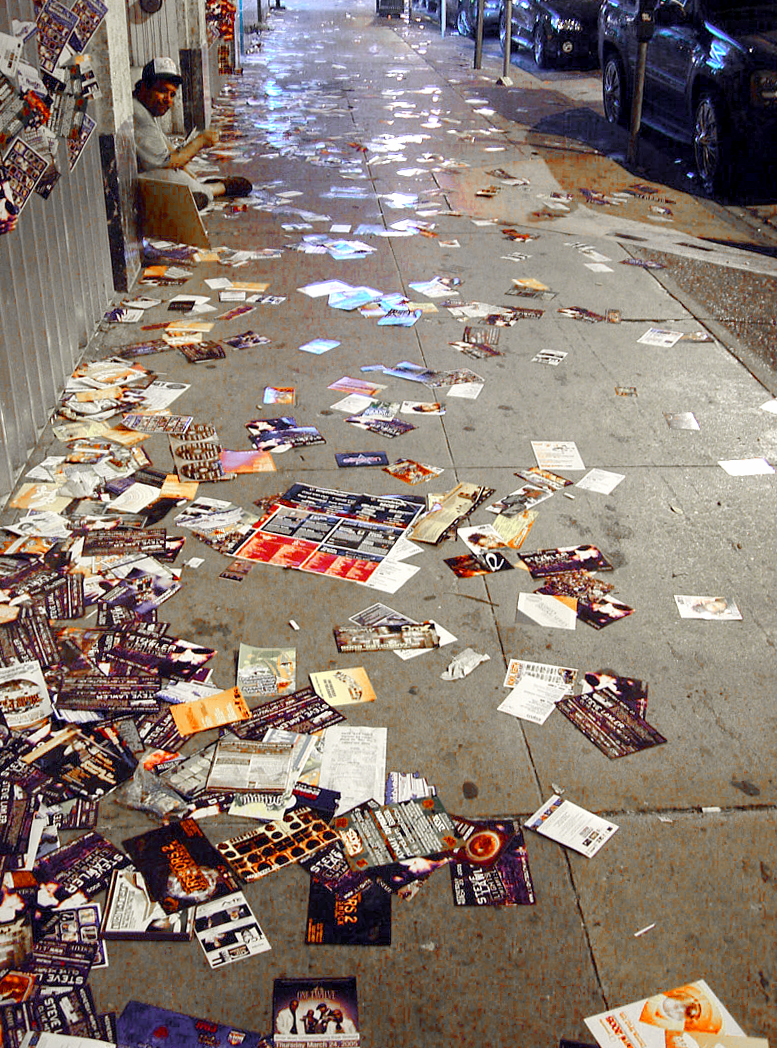
مئات النشرات الطيارة مطروحة على الأرض في شوارع ساوث بيتش، ميامي. هذه المشاهدة متكررة الظهور في المدن المعروفة بالحياة الليلية

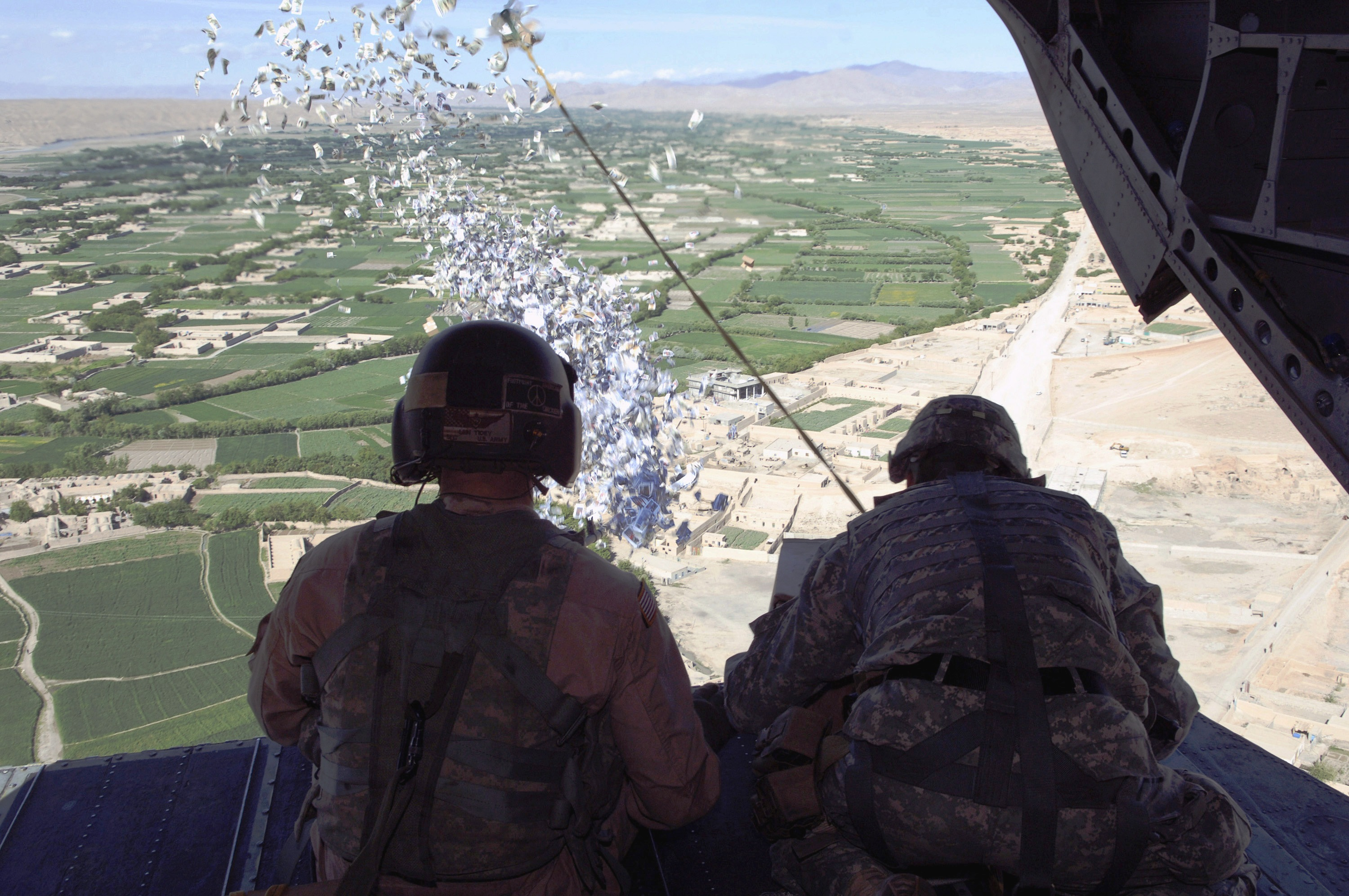
توزيع نشرات طيارة فوق أفغانستان من قبل الجيش الأمريكي في 2010.

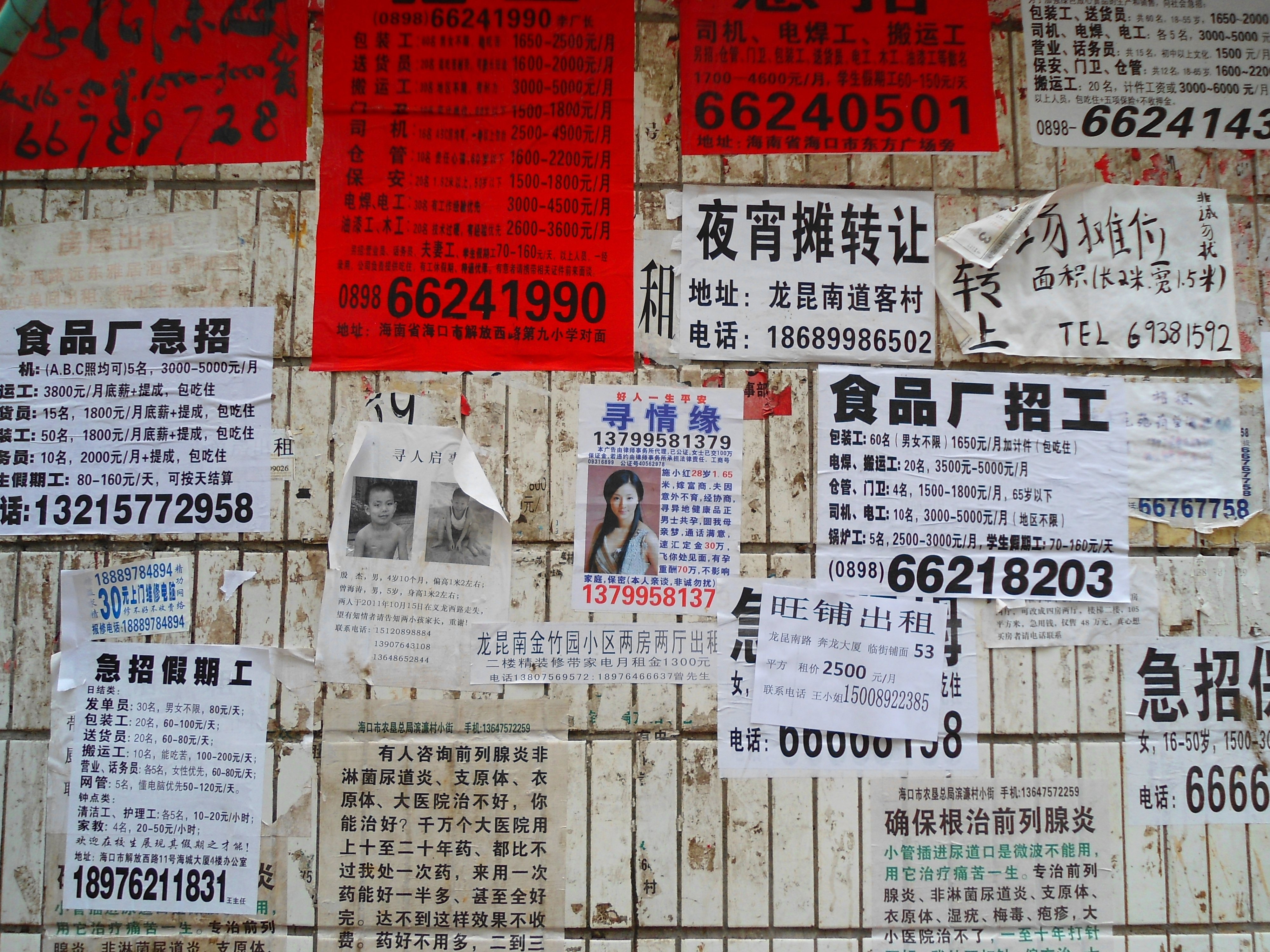
نشرات طيارة ملصوقة على الجدار في هايكو، مقاطعة هاينان، الصين

النَّشرة الطيارة شكلٌ من أشكال الإعلانات الورقية معدة للتوزيع الواسع وعادة ما يتم نشرها أو توزيعها في أماكن عامة، ويتم توزيعها على الأفراد أو إرسالها من خلال البريد. وفي عام 2010، تعددت أنواع المنشورات من منشورات منسوخة غير مكلفة إلى منشورات دورية ملونة مكلفة.

## المصطلح
يطلق أيضا على المنشور، "الدليل"، "كتيب"، "ملصق"، "الإعلان الإسبوعي"، "كتالوج"، أو "النشرة" .[بحاجة لمصدر]

## الاستخدام
ويمكن استخدام النشرات الإعلانية من قبل الأفراد، الشركات، والمنظمات غير الهادفة للربح أوالحكومات بهدف:   
- الإعلان عن حدث مثل حفل موسيقي، أو مهرجان، أو تجمع سياسي
- تشجيع الشركات التي تبيع السلع مثل متجر خصم الكثير من السيارات المستعملة أو شركة خدمات مثل مطعم أو صالون تدليك.
- إقناع الناس برسالة اجتماعية، دينية، أو سياسية، كما هو الحال في التبشير أو أنشطة الحملات السياسية التي تنوب عن الحزب السياسي أو المرشح خلال الانتخابات. وكذلك استخدمت النشرات الإعلانية في الحروب المسلحة: فعلى سبيل المثال، كانت الدعاية المنشورة جوا وسيلة للحرب النفسية.
- تعيين أعضاء للمنظمات أو الشركات.

مثل البطاقات البريدية، والكتيبات، والملصقات الصغيرة، والنشرات الإعلانية هي شكل منخفض التكلفة من التسويق الشامل أو الاتصالات.
هناك أحجام متعددة للنشرات. بعض الأمثل تتضمن: 
- A4 (roughly letterhead size)
- A5 (roughly half letterhead size)
- DL (compliments slip size)
- A6 (postcard size)

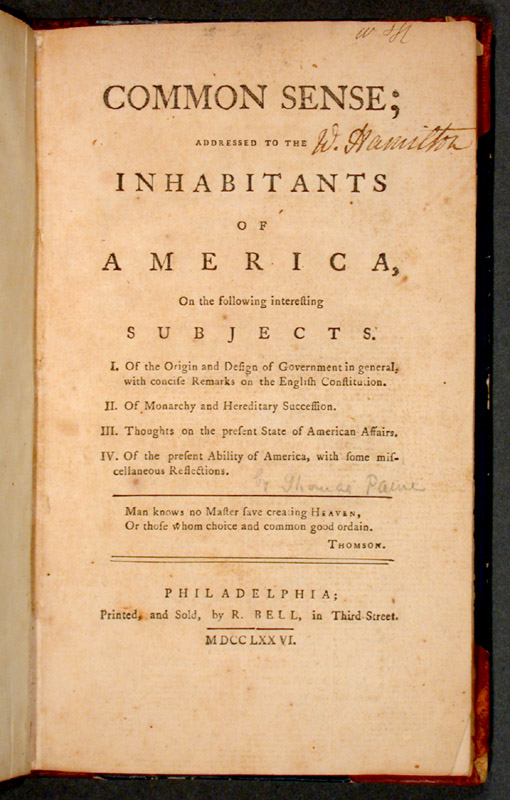
تم توزيع منشور الفطرة السليمة قبل الثورة الأمريكية

لا يعد إنتاج النشرة الطيارة الإعلانية مكلفا وقد تطلب ذلك فقط توافر الآت الطباعة بداية من القرن 18 ميلادي إلى القرن ال20. وازداد استخدامها على نطاق واسع في التسعينيات ووافق ذلك انخفاض تكاليف أنظمة النشر المكتبي. وبحلول عام 2010، تمكن إنتاج منشورات سوداء وبيضاء بواسطة الحاسوب الشخصي، وطابعة الحاسوب، والناسخة. وفي عام 2010،  حلت خدمات الإنترنت محل خدمات النشرة الطيارة من خلال خدمات الطباعة التقليدية. حيث يرسل الزبائن التصاميم، ويتم الحصول على المنتجات النهائية عن طريق البريد.
ليست النشرات الإعلانية وسيطا جديدا: فقبل حرب الاستقلال الأمريكية كان بعض المستعمرين غاضبون من قانون الطابع  واحتشدوا  في مؤتمرات واجتماعات مناهضة لفكرة الطابع. وفي هذه المؤتمرات كان عليهم الحصول على الدعم، وأصدروا الإعلانات اليدوية ومنشورات، وكتيبات، إلى جانب أدوات مكتوبة أخرى.
وفي العقد الأول من القرن الحادي والعشرين، كان لدى بعض الولايات القضائية قوانين أو أوامر تحظر أو تقيد النشر أو الإعلان في مواقع معينة. أصحاب الملكية الخاصة قد يضعون لافتات تحظر الإعلان. ويحدث ذلك على وجه الخصوص على الأسوار الخشبية المحيطة بمواقع البناء أو مواقع المباني.

## التوزيع والاستخدام
يتم توزيع النشرة الطيارة في الشوارع (وهي ممارسة تعرف باسم النشر )، وتوزع من الباب إلى الباب عن طريق البريد، وتلصق/ تنشر على لوحات الإعلانات، وتوضع على أطراف الزجاج الأمامي في السيارات، وتقدم في المناسبات، أو تلصق على أعمدة الهواتف والجدران، أو غيرها من الأسطح.
توجد لوحات الإعلانات في الجامعات، المقاهي، والصالونات الثقافية، المغاسل، والمحلات الصغيرة. غالبا ما تنتج المنشورات الإعلانية الحديثة في حجم 300 جم/م^2، في حين أنه يمكن إنتاج كتيب الإعلانات بواسطة ورق يزن حوالي 130جم/م – 170جم/م، وقد تكون وسيلة فعالة جدا للتسويق المباشر.
في عام 2010، قام بعض الأفراد والمنظمات بإرسال المنشورات عن طريق البريد الإلكتروني، حيث أنها وسيلة لتجنب استهلاك الأموال على الورق، والطباعة والبريد أو توظيف الناس للصق المنشورات على الأعمدة أو توزيعها على الناس.